# Witold Ciechomski

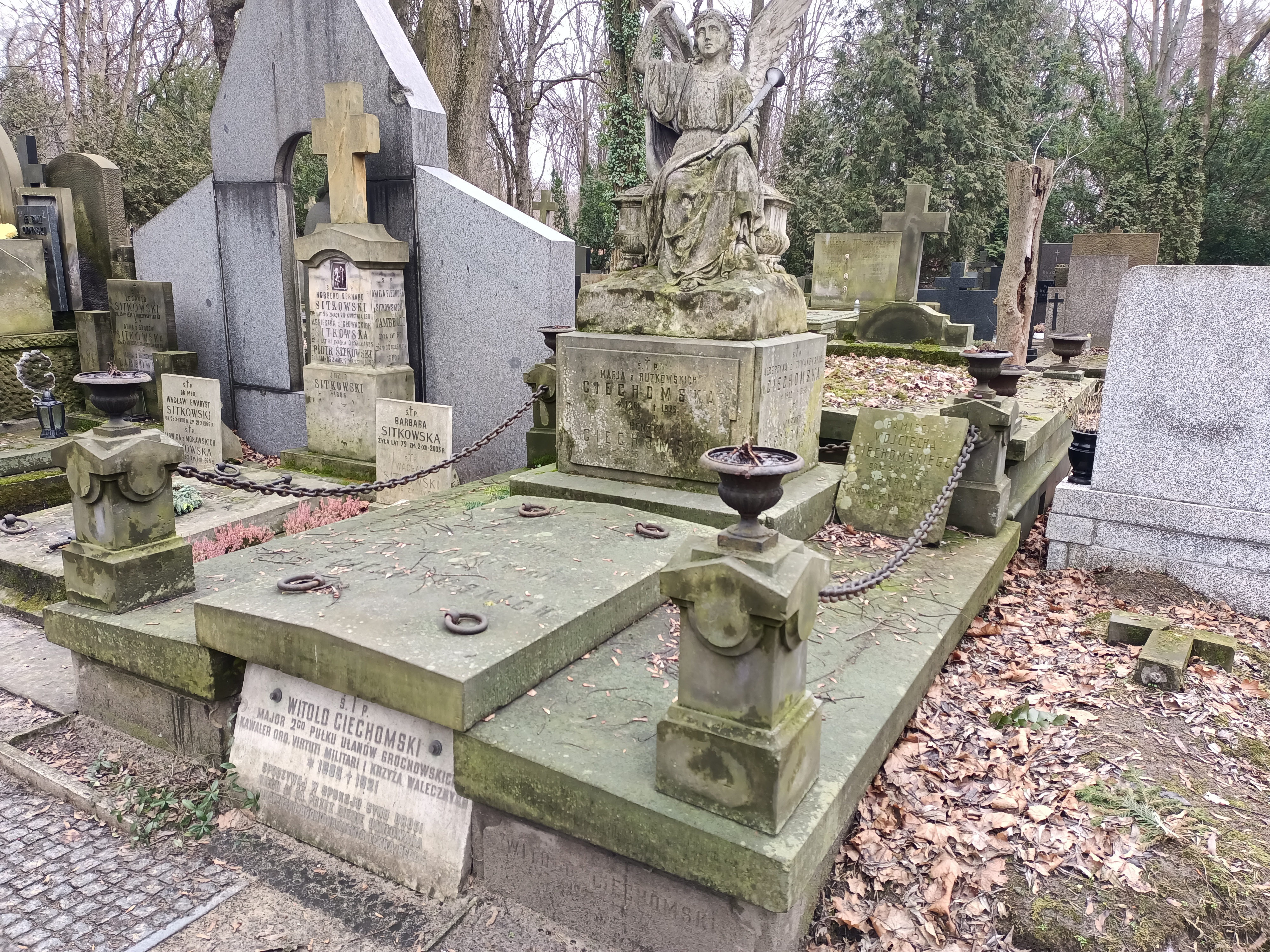
Grób Witolda Ciechomskiego na cmentarzu Powązkowskim w Warszawie

Witold Józef Ciechomski (ur. 16 kwietnia 1888 w Pyszkowie, zm. 14 lipca 1921 w Suwałkach) – major kawalerii Wojska Polskiego, kawaler Orderu Virtuti Militari.

## Życiorys
Urodził się 16 kwietnia 1888 w Pyszkowie, w ówczesnym powiecie włocławskim guberni warszawskiej, w rodzinie Henryka (1855–1936) i Marii z Rutkowskich (1861–1925).
W czasie I wojny światowej walczył w szeregach armii rosyjskiej jako chorąży rezerwy, a następnie porucznik. Jego oddziałem macierzystym był Pułk Ułanów Lejbgwardii Cesarzowej Aleksandry Fiodorowny.
Służył w I Korpusie Polskim w Rosji, jako dowódca 2. szwadronu w 2 Pułku Ułanów. We wspomnieniach Kossaka, występuje on jako jeden z dwóch oficerów gotowych walczyć z wojskiem niemieckim zamiast złożyć broń, zgodnie z politycznymi ustaleniami. Od 4 listopada 1918 służył w Wojsku Polskim. Prowadził zaciąg do swojego szwadronu w Łowiczu. Walczył w wojnie polsko- bolszewickiej. Został ranny 5 lipca 1919 podczas natarcia na miejscowość Ozierna. 15 lipca 1920 został zatwierdzony z dniem 1 kwietnia 1920 w stopniu majora, w kawalerii, w grupie oficerów byłych Korpusów Wschodnich i byłej armii rosyjskiej. Wyróżnił się jako dowódca dywizjonu 14 października 1920 w bitwie pod Rudnią Baranowską.
Po zakończeniu działań wojennych pozostał w wojsku jako oficer zawodowy i kontynuował służbę w 2 pułku ułanów. Zmarł 14 lipca 1921 w Suwałkach, w następstwie odniesionych ran. W środę 20 lipca 1920 został pochowany w grobie rodzinnym na Cmentarzu Powązkowskim w Warszawie. Epitafium wspólne z matką w kościele Najświętszego Serca Pana Jezusa w Lubieniu Kujawskim.

## Ordery i odznaczenia
- Krzyż Srebrny Orderu Wojskowego Virtuti Militari nr 206[10][4] – 30 czerwca 1921[11][12]
- Krzyż Walecznych
- Order Świętej Anny 3 stopnia z mieczami i kokardą – 10 września 1916[3]
- Order Świętego Stanisława 3 stopnia z mieczami i kokardą – 12 grudnia 1915[3]
- Order Świętej Anny 4 stopnia z napisem „Za odwagę” – 13 września 1915